# Edytor audio

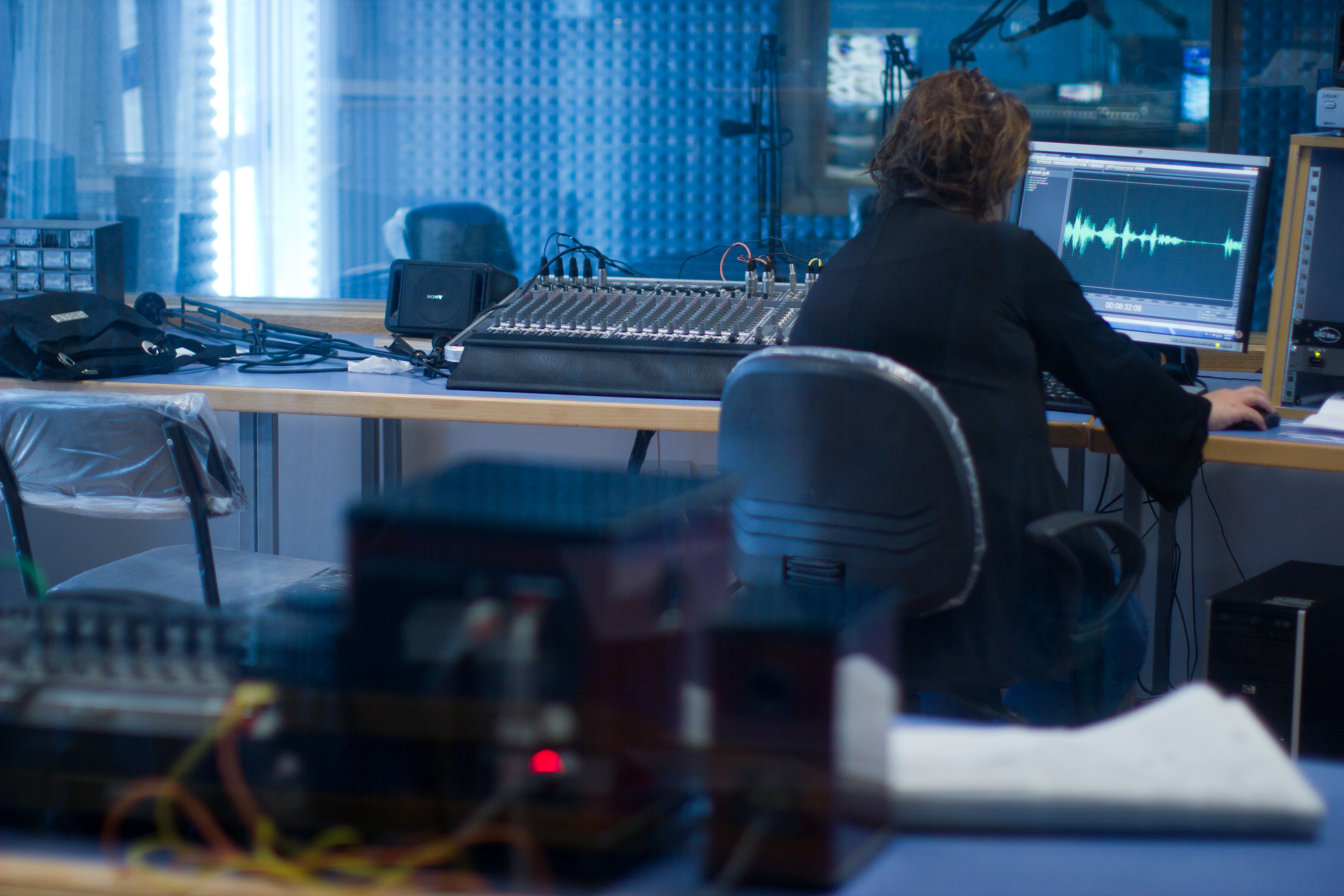

Edytor audio – program komputerowy służący do edycji plików dźwiękowych, ich miksowania i obróbki.

## Przykłady edytorów audio
- Adobe Soundbooth
- Ardour
- Audacity
- AVS Audio-Editor
- Cubase
- Glame
- GNUsound
- GoldWave
- Kwave
- LMMS
- mhWaveEdit
- ReZound
- Sweep
- WaveLab